# The Word Alive
The Word Alive es una banda de metalcore, oriunda de Phoenix, Arizona. La banda estuvo bajo el sello Fearless Records desde su formación. En 2022, cambiaron de sello y firmaron con Thriller Records. La banda actualmente está formada por el vocalista Tyler Smith, el guitarrista José DelRio y el baterista Daniel Nelson. El grupo ha tenido varios cambios de formación a lo largo de su carrera, sin quedar ningún miembro fundador.
La banda ha lanzado siete álbumes de estudio y un EP: Deceiver (2010), Life Cycles (2012), Real (2014), Dark Matter (2016), Violent Noise (2018), Monomania (2020) y su más reciente trabajo Hard Reset (2023). 

## Historia

### Inicios y salida de Mabbitt (2008)
La banda se inició como un proyecto paralelo del nuevo vocalista de Escape The Fate, Craig Mabbitt, junto a Nick Urlacher, Dusty Riach, Tony Aguilera, Zack Hansen y Tony Pizzuti, estos dos últimos miembros fueron de la banda Calling of Syrens.
TWA realizó su primer concierto junto a Greeley Estates. Poco después publicaron mediante su Myspace 2 demos titulados The Devil Inside y Casanova Rodeo.
La situación de la banda se veía prometedora. Más aún luego de anunciar que grabarían su primer EP, The Word Alive EP, a mediados del 2008. La grabación se llevó a cabo pero el EP tardaba en hacerse público.
El 26 de noviembre de 2008, la banda publicó un blog en su Myspace explicando a los fanes que habían tomado la decisión de reemplazar a Craig Mabbitt debido a complicaciones de tiempo con su otra banda, Escape the Fate. Añadían que la decisión era dura pero que no tenían ningún resentimiento contra Mabbitt. Sin embargo el día anterior, Craig Mabbitt publicó un mensaje a sus fanes en su MySpace señalando una situación totalmente opuesta.
Mientras Craig estuvo en la banda, ellos tocaron en conciertos en Phoenix junto a Greeley Estates, Eyes Set to Kill, In Fear and Faith y The Human Abstract, también encabezaron algunos conciertos en Arizona y California.

### Tyler Smith y Empire (2008-2010)
Mabbitt fue remplazado por el exvocalista de In Fear and Faith, Tyler "Telle" Smith, el cual fue también bajista de Greeley Estates y guitarrista de Emarosa. Luego de esto la banda publicó un nuevo demo titulado How To Build An Empire.
La banda continuó haciendo música y pronto anunció que habían sido contratados por Fearless Records así como la grabación de un EP titulado Empire. Ellos subieron el contenido completo del EP a su MySpace, el 17 de julio de 2009. La fecha de lanzamiento se pactó para el 21 de julio de 2009.
El disco contiene 6 canciones, 4 de las cuales fueron compuestas completamente desde la llegada de Tyler, mientras que Casanova Rodeo es una versión regrabada de la que escribieron junto a Mabbitt y Inviting Eyes es una versión instrumental de la canción conocida como Can't Let Up con nueva letra para evitar problemas de copyright con Mabbitt.
Luego la banda tocó las bandas Blessthefall, Greeley Estates, The Devil Wears Prada, A Day to Remember y Confide. Salieron de gira junto a Underneath the Gun, Evergreen Terrace y formaron parte del "The New Nu Metal tour" junto a Sky Eats Airplane, In Fear and Faith y Eyes Set to Kill. La banda encabezó su primer tour nacional Dreams and Empires, junto a la banda We Came As Romans.
En febrero del 2010, Tony Aguilera deja la banda, por lo que es reemplazado por Justin Salinas (Scars of Tomorrow, Catherine, MyChildren MyBride).
El 23 de abril, la banda lanza su primer videoclip musical, The Only Rule Is That There Are No Rules, el que muestra a la banda tocando en vivo, junto a Aguilera.

### Deceiver(2010-2011)
El 20 de enero, Telle declaró que comenzarían a grabar su álbum debut. A mediados de junio se lanzó el sencillo debut, Epiphany. El 26 de julio se lanzó el segundo sencillo, The Hounds Of Anubis. Con eso se anunció el lanzamiento de Deceiver, a mediados de agosto. El 31 de agosto la banda lanzó su álbum debut, Deceiver. El que recibió muy buenas críticas y calificaciones.
La banda participó en el Warped Tour del 2010, junto a Alesana, Artist vs. Poet, Sparks the Rescue y Motionless In White.
La banda grabó la versión de la canción Heartless de Kanye West, para el compilatorio Punk Goes Pop Vol.III de Fearless Records, el que se lanzó el 2 de noviembre.
Smith participó el 23 de noviembre como vocalista principal en la banda de Metalcore Underoath, en reemplazo de Spencer Chamberlain, tras presentar una severa gripe.
La banda participará en el Warped Tour del 2011. El 27 de diciembre, Nicholas Urlacher deja la banda. Daniel Shapiro de Sharks Never Sleep ocupa su lugar en la gira de TWA, hasta que encuentren un bajista permanente.
EL 10 de marzo de 2011 fue la premier del video oficial de 2012, tercer sencillo del álbum Deceiver.
En abril de 2011, la banda encabezó el tour The Smartpunk Tour junto a Upon A Burning Body, Abandon All Ships, The Color Morale y For All Those Sleeping.
La banda estuvo de gira por Europa en el tour Scream It Like You Mean It junto a We Came As Romans, Miss May I y This Or The Apocalypse durante abril y mayo de 2011.
El 5 de mayo de 2011 fue la premier de la canción 'Apologician' en el Facebook oficial de la banda, la cual será parte de los Bonus Tracks de la versión Deluxe del álbum Deceiver que salió a la venta el 7 de junio de 2011.
Actualmente han trabajado en su nuevo material discográfico que tiene previsto salir a la venta el 3 de julio de 2012. Este disco es el primero que no contará con un tecladista y el álbum tendrá el nombre de Life Cycles.

### Violent NoiseyMonomania(2018-2020)
El 29 de marzo de 2018, la banda anunció su quinto álbum de estudio, Violent Noise, que se lanzará el 4 de mayo. El 8 de mayo, la banda confirmó durante un Reddit AMA que Matt Horn sería su baterista permanente. La banda también apoyó a Blessthefall en su "Hard Feelings Tour" con Ded, Thousand Below y A War Within que también se unieron en la alineación.
El 26 de septiembre, Riot Games lanzó la canción "Rise" en la que la banda colaboró con los artistas electrónicos The Glitch Mob y Mako. La canción fue el tema oficial del Campeonato Mundial de League of Legends 2018. El 24 de octubre, Riot Games lanzó un remix oficial de "Rise" con Bobby de la banda de chicos de Corea del Sur, iKON. En 2019, la banda realizó una gira de verano tocando su álbum debut Deceiver, en celebración del décimo aniversario del álbum. Co-encabezaron la gira con Miss May I, con Thousand Below y Afterlife como apoyo.

### Cambio de alineación yHard Reset(2021-presente)
El 22 de octubre de 2021, la banda lanzó un nuevo sencillo titulado "Wonderland". Más tarde ese mismo día, emitieron un comunicado, anunciando la salida del guitarrista Tony Pizzuti, así como del baterista Matt Horn. También anunciaron que Tyler William Ross de Being As An Ocean reemplazaría a la guitarra, mientras que Mat Madiro de la banda From Ashes to New reemplazaría la batería para sus giras programadas.
El 17 de noviembre de 2022, la banda anunció que se habían separado de Fearless Records y firmado con Thriller Records, y lanzaron el primer sencillo "Nocturnal Future" junto con el video musical correspondiente. El 3 de marzo de 2023, la banda publicó el segundo sencillo titulado "New Reality" junto con un video musical que lo acompaña. El 19 de mayo, la banda estrenó el tercer sencillo "Strange Love".
El 22 de junio, la banda lanzó el cuarto sencillo "Slow Burn" y anunció que su próximo séptimo álbum de estudio Hard Reset, se lanzará el 25 de agosto de 2023. Al mismo tiempo, revelaron la portada del álbum y la lista de canciones.
El 30 de mayo de 2024, Zack Hansen anunció a través de Instagram que se había alejado de la banda por motivos personales. Con su salida, no quedan miembros fundadores originales en la banda. Al día siguiente, The Word Alive declaró en Instagram que la razón por la que Hansen dejó la banda tiene que ver con las acciones de violencia doméstica que cometió contra su pareja. Las acusaciones se demostraron posteriormente falsas, pero el daño ya estaba hecho. La banda reclutó al guitarrista Logan Abernethy para cubrir la vacante de guitarra en la gira, y Abernethy finalmente se unió a la banda a tiempo completo en abril de 2025.
El mismo día que se anunció la incorporación de Abernethy, la banda también anunció la salida del baterista Daniel Nelson, alegando su deseo de dedicarse a otras aventuras y retirarse definitivamente de las giras. El baterista Devin Attard fue reclutado para ocupar su lugar.

## Estilo musical e influencias
The Word Alive empezó con una mezcla de metalcore melódico con influencias de EDM, y a partir de "Real" más tarde migró hacia el post - hardcore con elementos de rock moderno y metal alternativo a la mezcla. La banda cita como influencias a Killswitch Engage, Slipknot, Korn, Deftones, Glassjaw, As Cities Burn, Rufio, Thursday, Brand New, Incubus, Sigur Rós y Hans Zimmer

## Miembros
| Miembros actuales - Tyler "Telle" Smith - voz (2008-presente) - Jose DelRio - guitarras, teclados, sintetizadores, programación, coros (2022-presente) - Logan Abernethy - guitarras, coros, bajo (2025-presente) - Devin Attard - batería, percusión (2025-presente) Miembros de apoyo y sesión - Ryan Daminson - bajo (2017-presente) - Tyler Ross - guitarras, teclados, sintetizadores, programación, coros (2021-2022) - Mat Madiro - batería, percusión (2021-2022) | Miembros anteriores - Craig Mabbitt - voz (2008) - Tony Aguilera - batería, percusión (2008-2010) - Nick Urlacher - bajo (2008-2010) - Dusty Riach - teclados, sintetizadores, programación (2008-2012) - Justin Salinas - batería, percusión (2010-2012) - Daniel Shapiro - bajo (2011-2017, como músico de apoyo: 2010-2011), teclados, sintetizadores, programación, coros (2015-2017), batería, percusión (2012, 2016-2017) - Luke Holland - batería, percusión (2012-2016) - Tony Pizzuti - guitarras, coros (2008-2021), teclados, sintetizadores, programación (2008, 2012-2021), bajo (2008, 2010-2011, 2012, 2015-2021), batería, percusión (2008, 2012, 2016-2018) - Matt Horn - batería, percusión (2018-2021, como músico de apoyo: 2012, 2017-2018) - Zack Hansen - guitarras, coros (2008-2024), teclados, sintetizadores, programación (2008, 2012-2024), bajo (2008, 2010-2011, 2012, 2015-2024), batería, percusión (2008, 2012, 2016-2018, 2021-2022) - Daniel Nelson - batería, percusión (2022-2025) |

Línea de tiempo

## Discografía
Álbumes de estudio
- Deceiver (Fearless, 2010)
- Life Cycles (Fearless, 2012)
- Real (Fearless, 2014)
- Dark Matter (Fearless, 2016)
- Violent Noise (Fearless, 2018)
- Monomania (Fearless, 2020)
- Hard Reset (Thriller, 2023)

EPs
- The Word Alive (auto-producción, 2008)
- Empire (Fearless, 2009)